# Битка код Милвијског моста
Битка код Милвијског моста се одиграла 28. октобра 312. године, на реци Тибар северно од Рима, између римских царева Константина Великог и Максенција. Победу је однео Константин Велики, чиме је постао неприкосновени владар западног дела Римског царства. Максенције је нашао смрт у Тибру, у коме се удавио приликом повлачења.

## Позадина
Криза сложеног система тетрархије и поделе царства на источни и западни део, као и поделе власти између два августа као старија и два цезара као млађа сувладара, почиње 306. године након смрти Констанција, августа западних провинција. По правилу, на његово место долази западни цезар, Флавије Валерије Север, кога промовише и август источних провинција, Галерије. Међутим, у Британији, Констанцијева војска на исти положај августа поставља Константина, његовог сина. Истовремено у Риму Максенције, син Констанцијевог претходника августа Максимијана, изазива Севера и на крају га 307. године побеђује и проглашава себе за августа. Овим почиње ривалитет и борба за превласт између Константина и Макценција, која траје све до 312. године и битке код Милвијског моста. У време одржавања битке, Константин је контролисао Британију, Галију, Шпанију и германске провинције, док је Максенције владао Италијом, Сицилијом, Сардинијом, Корзиком и афричким провинцијама.

## Битка
Крећући се ка Риму са севера, Константин је већ победио Максенцијеве трупе код Торина и Вероне. Крајем октобра 312. године. Константинова војска се приближавала Риму путем Виа Фламинија, који је спајао Рим са Риминијем, градом на јадранској обали. Иако је било очекивано да се Максенције утврди унутар градских зидина, он је одлучио да изведе трупе изван Рима, и да брани приступ граду код Милвијског моста, преко кога је Виа Фламинија водила у престоницу. Са друге стране, Римљани су се побунили против Максенција зато што су били свесни какве би последице имала дуготрајна опсада града, па је то још један разлог зашто се Максебције није бранио из града. О самом току битке, као и о броју учесника и погинулих, нема поузданих података, сем да је битка била кратка. Борба је почела 28. октобра, и Константинове трупе су имале више успеха. Чини се да је проблем Максенцијевој војсци представљао недостатак маневарског простора, јер је била стешњена између Тибра и линије фронта. Када је наређено повлачење, велики број војника је нагрнуо ка јединој одступници - мосту, где је настао велики метеж који су Константинове трупе искористиле и задале одлучујући ударац Максенцијевој војсци. Од чамаца је направљен и понтонски мост, који је под великим оптерећењем попустио, остављајући велики број војника на северној обали Тибра, где су на крају били или побијени или заробљени од стране противника, док је велики број војника пао у реку и удавио се под тежином оклопа.

## Константинова визија
Легенда каже да је ноћ пред битку Константин уснио сан у коме му се приказао крст праћен исписом „под овим знаком ћеш победити“. Ова визија је наводно била један од одлучујућих момената који је Константина преобратио у хришћанство.

## Последице
Исход битке код Милвијског моста као непосредну последицу имао је Константиново устоличење као јединог владара западног дела царства, а касније (324) и као јединог суверена целог Римског царства. Далекосежне последице ове битке могу се мерити потезима и делима Константина Великог као једног од најзначајнијих владара старог Рима: престанак прогона хришћана (Милански едикт), оснивање Цариграда као источне престонице, победе над варварским племенима и ширење граница царства, свеобухватна монетарна, административна и војна реформа.
Константин је после битке успео оно што многима пре њега није пошло за руком, да распусти Преторијанску гарду и поруши све њене логоре и зграде у Риму.

## Занимљивости
Битка је екранизована у филму Константин и крст из 1961. године и у британској играно документарној серији о Константину Великом.